# Zhongnan (köpinghuvudort i Kina, Shaanxi, lat 34,15, long 108,36)
Zhongnan (kinesiska: 终南, 终南镇) är en köpinghuvudort i Kina. Den ligger i provinsen Shaanxi, i den nordvästra delen av landet, omkring 51 kilometer väster om provinshuvudstaden Xi'an. Antalet invånare är 57 054. Befolkningen består av 27 888 kvinnor och 29 166 män. Barn under 15 år utgör 16,0 %, vuxna 15-64 år 74 %, och äldre över 65 år 8,0 %.
Runt Zhongnan är det tätbefolkat, med 257 invånare per kvadratkilometer. Närmaste större samhälle är Wugong, 18,8 km nordväst om Zhongnan. Trakten runt Zhongnan består till största delen av jordbruksmark.
Genomsnittlig årsnederbörd är 668 millimeter. Den regnigaste månaden är september, med i genomsnitt 143 mm nederbörd, och den torraste är december, med 1 mm nederbörd.